# Staurotypinae
Staurotypinae vormen een onderfamilie van de familie modder- en muskusschildpadden (Kinosternidae). De groep werd voor het eerst wetenschappelijk beschreven door John Edward Gray in 1869.
Er zijn twee geslachten en drie soorten, de enige andere onderfamilie binnen de modderschildpadden is de Kinosterninae, en telt 22 soorten die voorkomen van Noord-Amerika tot in het Amazonegebied. De Staurotypinae leven meer in het Caribisch gebied en rond de Golf van Mexico.
Staurotypinae worden over het algemeen wat groter, alle drie de soorten worden muskusschildpadden genoemd en zijn zonder uitzondering carnivoor.

## Taxonomie
Onderfamilie Staurotypinae
- Geslacht Claudius
- Soort Grootkopmodderschildpad (Claudius angustatus)
- Geslacht Staurotypus
- Soort Salvin's modderschildpad (Staurotypus salvinii)
- Soort Grote Midden-Amerikaanse modderschildpad (Staurotypus triporcatus)